# Kabinett Finckh I
Das Kabinett Finckh I bildete vom 17. April 1923 bis zum 22. Juni 1925 die Landesregierung des Freistaates Oldenburg.
| Amt                                                        | Name             | Partei    |
| ---------------------------------------------------------- | ---------------- | --------- |
| Ministerpräsident Auswärtiges, Justiz, Kirchen und Schulen | Eugen von Finckh | parteilos |
| Inneres, Handel und Verkehr                                | Rudolf Weber     | parteilos |
| Finanzen und Soziale Fürsorge                              | Johannes Stein   | parteilos |